# Star-Crossed
Star-Crossed — пятый студийный альбом американской кантри-певицы Кейси Масгрейвс, выходящий 10 сентября 2021 года на лейблах MCA Nashville и Interscope Records. Проект был вдохновлен поездкой и личными переживаниями Масгрейвс душевной боли и исцеления после её развода с американским певцом и автором песен Растоном Келли.
Сопровождающий фильм режиссёра Бардиа Зейнали, названный в честь альбома и содержащий его музыку, будет доступен для потоковой передачи исключительно на Paramount + в день выпуска альбома.

## Об альбоме
В марте 2018 года Кейси Масгрейвс выпустила успешный альбом Golden Hour, который получил почти единодушные положительные отзывы, первые места в годовых рейтингах и многочисленные награды и номинации, включая 4 премии Грэмми-2019, в том числе, в категориях Лучший альбом года и Лучший кантри-альбом года. Он дебютировал на четвёртом месте в американском хит-параде Billboard 200 и на первом месте в кантри-чарте Top Country Albums. В поддержку альбома Масгрейвс отправилась в два концертных тура: Oh, What a World: Tour и Oh, What a World: Tour II.
В марте 2021 года Масгрейвс появилась на обложке журнала Rolling Stone. В интервью она углубляется в рассказ о личной жизни и работе, которую она проделала во время пандемии COVID-19. Масгрейвс также рассказала, что по состоянию на январь 2021 года она написала 39 песен для проекта и снова работает с сопродюсерами Golden Hour Иэном Фитчуком и Дэниелем Ташианом.
В апреле 2021 года сообщалось, что альбом выйдет на Interscope Records и UMG Nashville. В мае, во время интервью журналу Elle, Масгрейвс сообщила, что в альбоме она решает проблему развода с кантри-певцом Растоном Келли. Они поженились в октябре 2017 года и подали на развод в июле 2020 года. Масгрейвс также сообщила, что пластинка содержит 15 из 40 песен, которые она написала во время пандемии.

## Концепция
Масгрейвс цитировала Билла Уизерса, Daft Punk, Sade, Eagles и Weezer в качестве вдохновения для создания альбома. Что касается её статуса кантри-музыканта, она сказала: «Я чувствую, что не принадлежу к кантри, с одной стороны, но с другой стороны, я глубоко укоренилась в этом жанре. Так что он мне не принадлежит». В интервью Rolling Stone певица объяснила, что, раздумывая об альбоме ранее в этом году, она постоянно возвращалась к древнегреческим трагедиям и их трёхактной структуре.

## Композиция
Star-Crossed это поп и кантри-поп альбом с элементами фолка, танцевальной музыки, диско, софт-рока, альтернативного рока и R&B. Для него характерны сентиментальные баллады, наложенные на гармонии, аналоговые синтезаторы и барабаны.
В его тематике обсуждаются темы брака, развода и эмоционального исцеления после разрыва отношений, тогда как его трек-лист разделен на три части, которые Масгрейвс назвала «три акта». Крис Уиллман из журнала Variety назвал Star-Crossed как её «альбом развода», а Golden Hour был её «альбом медового месяца».

## Релиз и продвижение
Выход альбома намечен на 10 сентября 2021 года. 23 августа Масгрейвс объявила, что её пятый альбом будет называться Star-Crossed и выйдет 10 сентября. В тот же день она обнародовала список треков в своих социальных сетях.

### Фильм
23 августа 2021 года Масгрейвс разместила в своих социальных сетях трейлер к 50-минутному фильму-компаньону, названному в честь альбома. Фильм был запущен эксклюзивно на Paramount+ в тот же день, когда вышел альбом, 10 сентября 2021 года. Фильм, который характеризуется как «ощущение повышенной реальности», был снят режиссёром Бардиа Зейнали по концепции Масгрейвс и Зейнали, а оператором был Мэтью Либатик. Фильм снимался в течение 10 дней в Лос-Анджелесе и в нём снялись актёр Юджин Леви, победительница RuPaul’s Drag Race Symone, рэперша Princess Nokia, актриса Виктория Педретти и комедиантка Meg Stalter.

## Отзывы
| Совокупная оценка    | Совокупная оценка |
| Источник             | Оценка            |
| -------------------- | ----------------- |
| Metacritic           | 78/100            |
| Оценки критиков      |                   |
| Источник             | Оценка            |
| AllMusic             | [ 14 ]            |
| The A.V. Club        | B+                |
| Entertainment Weekly | B+                |
| The Guardian         | [ 33 ]            |
| The Independent      | [ 34 ]            |
| NME                  | [ 35 ]            |
| Pitchfork            | 7.7/10            |
| Rolling Stone        | [ 37 ]            |
| Slant                | [ 38 ]            |
| Under the Radar      | 4.5/10            |

Альбом получил положительные отзывы музыкальной критики и интернет-изданий. В интернет-агрегаторе Metacritic, устанавливающем в среднем оценку до ста, основанную на профессиональных рецензиях, альбом получил 78 баллов на основе 23 полученных рецензий, что означает «получил в целом положительные отзывы от критиков».
Среди отзывов: The Line of Best Fit (где назвали альбом «почти терапевтическим опытом», с подчеркнутым медовым вокалом и минималистичными «мечтательными» мелодиями, NME, Entertainment Weekly (включает в себя темы, охватывающие как «суть музыки кантри (любовь причиняет боль, жизнь трудна), так и её крайнее преломление 2021 года»), Slant (рецензент Джереми Вайноград охарактеризовал альбом как интимный, эклектичный, «мелодичный и доступный» альбом, далекий от стереотипов кантри-радио или поп-радио. Он также заявил, что даже треки альбома аранжированы очень просто, подчеркивая стилистическое видение Масгрейвс и избегание шаблонной поп-музыки).
Бен Типпл из DIY заметил, что, как и его предшественник, «Star-Crossed» «берёт повествование о её кантри-корнях и представляет его с поп-величием», но на этот раз в более мрачном тоне.). Габриэль Санчес из The A.V. Club сказала, что альбом является для неё «наименее кантри-музыкальным», опирается на современные поп-музыку и влияние диско, которые она начала включать в свою музыку ещё со времён «Golden Hour». Дилан Барнабе из Exclaim! подчеркнул, что альбом является эмоционально уязвимым, «тяжелой балладной» записью, разделенной на разделы, объясняющие «экспозицию, кульминацию, падение и развязку любовной истории Масгрейвс». Дэвид Смит из Evening Standard признал устремления взрослой жизни и её суровые реалии в качестве всеобъемлющих мотивов альбома, а его звучание — «менее драматичным развитием, чем между Golden Hour и его более традиционными предшественниками».
Другие отзывы были критически настроены по отношению к альбому. Критик Pitchfork Сэм Содомски обнаружил, что Масгрейвс «вкапывается внутрь» в Star-Crossed, поёт суровые, упрощенные тексты, но усиливает её «навязчивую саморефлексию» для мейнстрима. Содомский подчеркнул дихотомию альбома между уязвимостью и триумфом и назвал лучшие его моменты «искусными», в то время как остальные «чувствовались вынужденными». Эллен Джонсон из Paste сказала, что, хотя Star-Crossed «не может прикоснуться к потустороннему сиянию» Golden Hour, его «всё равно чертовски приятно слушать». Джонсон похвалила работу дуэта Ташиан/Фитчук и умения Масгрейвс рассказывать истории, но выбрал «Angel», «Easier Said» и «Keep Lookin' Up» в качестве треков среднего уровня. В своём обзоре для AllMusic старший редактор Стивен Томас Эрлевайн написал, что Star-Crossed предлагает «полномасштабный цикл песен», в котором подробно описывается распад брака Масгрейвс. Он назвал это «типичной записью периода разводов» и восхищался успокаивающей постановкой, но чувствовал, что тексты страдают от «грубого буквализма».
Лаура Снэпс из газеты The Guardian) оценила акустику альбома, неоднозначное содержание текстов песен и «космическое ретрофутуристическое» звучание, которое она определила как проистекающие из Golden Hour. Тем не менее, она чувствовала, что некоторые мелодии, элементы продакшна и «уменьшенные» тексты невнятны, навеяны «белой поп-музыкой turn-of-the-millennium». Джонатан Бернштейн из журнала Rolling Stone назвал альбом «неизменно неотразимым, превосходно идиосинкратичным, но слегка разочаровывающим» альбомом. В смешанных и неоднозначных обзорах, например, Хелен Браун из The Independent высказала мнение, что альбом не является «самой острой» работой Масгрейвс, предлагая банальности с некачественной мелодией, тем не менее, оценила честность и относительность её текстов, в то время как Марк Муди из Under the Radar считал эту запись худшей по сравнению с Golden Hour, критикуя «достойную передергивания лирику» Star-Crossed и его «неудачные попытки» перехода к эстрадным и танцевальным жанрам.

### Итоговые списки
| Публикация           | Список                     | Ранг | Ссылка |
| -------------------- | -------------------------- | ---- | ------ |
| Billboard            | The 50 Best Albums of 2021 | 13   | [ 42 ] |
| Complex              | The Best Albums of 2021    | 22   | [ 43 ] |
| Flood Magazine       | The Best Albums of 2021    | 10   | [ 44 ] |
| The Guardian         | The 50 Best Albums of 2021 | 28   | [ 45 ] |
| The Line of Best Fit | The Best Albums of 2021    | 45   | [ 46 ] |
| NME                  | The 50 Best Albums of 2021 | 48   | [ 47 ] |
| PopMatters           | The 75 Best Albums of 2021 | 7    | [ 48 ] |
| Stereogum            | The 50 Best Albums of 2021 | 28   | [ 49 ] |
| Vulture              | The Best Albums of 2021    | 9    | [ 50 ] |
| UPROXX               | The Best Albums of 2021    | N/A  | [ 51 ] |
| Variety              | The Best Albums of 2021    | N/A  | [ 52 ] |

### Награды и номинации
| Ассоциация               | Год  | Работа                     | Категория                                           | Результат |
| ------------------------ | ---- | -------------------------- | --------------------------------------------------- | --------- |
| People's Choice Awards   | 2021 | Альбом                     | The Album of 2021                                   | Номинация |
| Grammy Awards            | 2022 | Песня «Camera Roll»        | Премия «Грэмми» за лучшее сольное кантри-исполнение | Номинация |
| Grammy Awards            | 2022 | Песня «Camera Roll»        | Премия «Грэмми» за лучшую кантри-песню              | Номинация |
| iHeartRadio Music Awards | 2022 | Альбом                     | Best Comeback Album                                 | Номинация |
| iHeartRadio Music Awards | 2022 | Песня «Fix You» (Coldplay) | Best Cover Song                                     | Номинация |

### Споры о церемониях награждения
После вопроса лейбла к Академии звукозаписи почему альбом не был номинирован на «Грэмми» в категории кантри, был ответ, что Star-Crossed не относится к категории кантри, но Billboard сообщил, что альбом «будет допущен во все соответствующие категории» как для Академии кантри-музыки, так и для Ассоциации кантри-музыки. Хотя представители обеих церемоний подтвердили правомочность проекта, Масгрейвс не была номинирована ни на 57-й церемонии Академии кантри-музыки, ни на 56-й ежегодной премии Ассоциации кантри-музыки.

## Список композиций
По данным Apple Music.
Слова и музыка всех песен — Кейси Масгрейвс, Дэниел Ташиан, Иэн Фитчук, кроме оговоренных.
| №                   | Название                                                                          | Видео               | Длительность |
| ------------------- | --------------------------------------------------------------------------------- | ------------------- | ------------ |
| 1.                  | «Star-Crossed»                                                                    | лирик-видео         | 3:19         |
| 2.                  | «Good Wife»                                                                       |                     | 3:51         |
| 3.                  | «Cherry Blossom»                                                                  |                     | 3:04         |
| 4.                  | «Simple Times»                                                                    |                     | 2:47         |
| 5.                  | «If This Was a Movie..»                                                           |                     | 3:15         |
| 6.                  | «Justified» (Масгрейвс, Фитчук, Ilsey Juber, BJ Burton)                           |                     | 3:01         |
| 7.                  | «Angel»                                                                           |                     | 2:20         |
| 8.                  | «Breadwinner» (Масгрейвс, Фитчук, Juber, Burton)                                  |                     | 3:21         |
| 9.                  | «Camera Roll»                                                                     |                     | 2:39         |
| 10.                 | «Easier Said»                                                                     |                     | 3:07         |
| 11.                 | «Hookup Scene»                                                                    |                     | 3:21         |
| 12.                 | «Keep Lookin' Up»                                                                 |                     | 2:46         |
| 13.                 | «What Doesn't Kill Me» (Масгрейвс, Andrew Neely, Dante Jone, Dewain Whitmore Jr.) |                     | 2:17         |
| 14.                 | «There Is a Light»                                                                |                     | 3:52         |
| 15.                 | «Gracias a la Vida» (Виолета Парра)                                               |                     | 4:32         |
| Общая длительность: | Общая длительность:                                                               | Общая длительность: | 47:32        |

## Чарты
| Чарт (2021)                              | Высшая позиция |
| ---------------------------------------- | -------------- |
| Австралия (ARIA)                         | 9              |
| Бельгия/Фландрия (Ultratop)              | 156            |
| Бельгия/Валлония (Ultratop)              | 185            |
| Канада (Canadian Albums Chart)           | 9              |
| Нидерланды (Album Top 100)               | 89             |
| Германия (Offizielle Top 100)            | 55             |
| Ирландия (Irish Albums Chart)            | 16             |
| Новая Зеландия (RMNZ)                    | 30             |
| Шотландия (Scottish Albums Chart)        | 6              |
| Швейцария (Schweizer Hitparade)          | 98             |
| Великобритания (UK Albums Chart)         | 10             |
| Великобритания (UK Country Albums Chart) | 1              |
| США (Billboard 200)                      | 3              |
| США (Billboard Folk Albums)              | 1              |
| США (Billboard Top Country Albums)       | 1              |

| Чарт (2021)                         | Позиция |
| ----------------------------------- | ------- |
| Австралия (Country Albums, ARIA)    | 45      |
| США (Top Album Sales, Billboard)    | 67      |
| США (Top Country Albums, Billboard) | 46      |
| США (Folk Albums, Billboard)        | 16      |